# Autreville (Aisne)
Autreville ist eine französische Gemeinde mit 791 Einwohnern (Stand: 1. Januar 2022) im Département Aisne in der Region Hauts-de-France (bis 2015: Picardie). Sie gehört zum Arrondissement Laon, zum Kanton Chauny und zum Gemeindeverband Chauny-Tergnier-La Fère. Die Bewohner werden Autrevillais und Autrevillaises genannt.

## Geografie
Die Gemeinde Autreville liegt am Westrand des Höhenzuges Chemin des Dames, 25 Kilometer westlich von Laon und 30 Kilometer südlich von Saint-Quentin. Im Nordwesten reicht das Gemeindegebiet bis an das Oise-Tal heran. Umgeben wird Autreville von den Nachbargemeinden Chauny im Norden, Sinceny im Osten, Pierremande im Süden sowie Bichancourt im Westen. Mit Sinceny ist Autreville baulich zusammengewachsen, mit Chauny teilt sich Autreville eine Industriebrache eines ehemaligen Betonwerks.

## Geschichte
Autreville ist seit der Trennung der Gemeinde Sinceny-Autreville 1836 eine eigenständige Gemeinde.

### Bevölkerungsentwicklung
| Jahr                       | 1962 | 1968 | 1975 | 1982 | 1990 | 1999 | 2006 | 2012 | 2021 |
| Einwohner                  | 593  | 589  | 621  | 579  | 749  | 760  | 820  | 826  | 805  |
| Quellen: Cassini und INSEE |      |      |      |      |      |      |      |      |      |

## Sehenswürdigkeiten

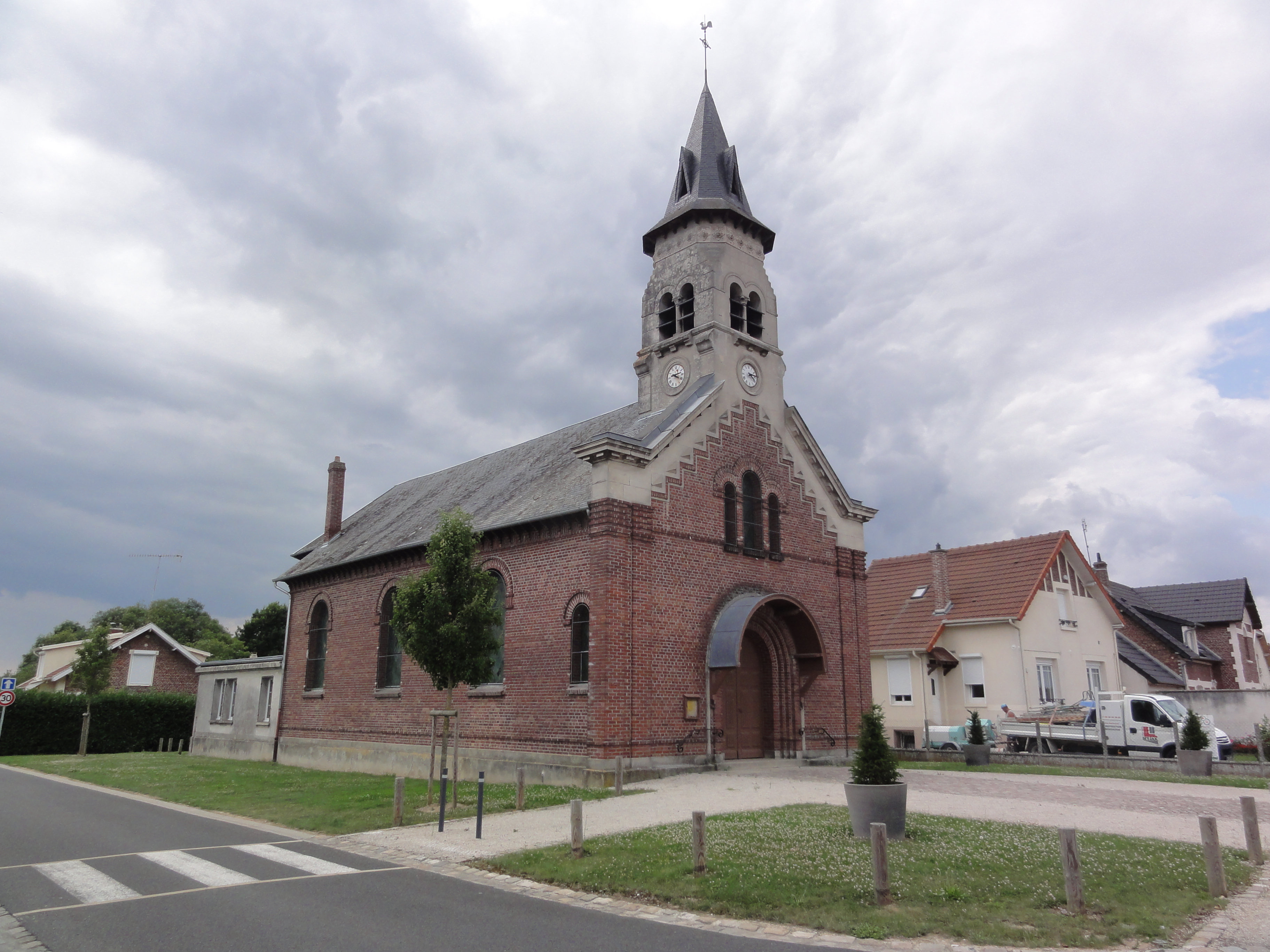
Kirche Saint-Rémi

- Kirche Saint-Rémi